# Jämtlands räddningstjänstförbund
Jämtlands räddningstjänstförbund är ett kommunalförbund bestående av kommunerna Berg, Bräcke, Härjedalen, Krokom, Ragunda, Strömsund och Östersund. Uppgiften är att ombesörja räddningstjänsten inom medlemskommunerna.